# Campionati del mondo allievi di atletica leggera 2009
I campionati del mondo allievi di atletica leggera 2009 (6ª edizione), si sono svolti nella località altoatesina di Bressanone dall'8 al 12 luglio. Le competizioni si sono tenute alla Raiffeisen Arena.

## Medagliati

### Uomini
| Specialità | Oro                                                              | Prestazione | Argento                                                                            | Prestazione | Bronzo                                                     | Prestazione |
| Corse piane |                                                                  |             |                                                                                    |             |                                                            |             |
| 100 m | Prezel Hardy                                                     | 10"57       | Aaron Brown                                                                        | 10"74       | Giovanni Galbieri                                          | 10"79       |
| 200 m | Kirani James                                                     | 21"05       | Alberto Gavaldá                                                                    | 21"33       | Keenan Brock                                               | 21"39       |
| 400 m | Kirani James                                                     | 45"24       | Joshua Mance                                                                       | 46"22       | Awadelkarim Elyas                                          | 47"15       |
| 800 m | Johan Rogestedt                                                  | 1'50"92     | Peter Langat Kiplangat                                                             | 1'50"97     | Nicholas Kiplangat Kipkoech                                | 1'51"01     |
| 1.500 m | Gideon Kiage Mageka                                              | 3'37"36     | Caleb Ndiku                                                                        | 3'38"42     | Girma Bekele                                               | 3'39"88     |
| 3.000 m | Isiah Koech                                                      | 7'51"51     | David Kiprotich Bett                                                               | 7'52"13     | Goitom Kifle                                               | 8'05"83     |
| 10.000 m marcia | Hagen Pohle                                                      | 41'35"99    | Dementiy Cheparev                                                                  | 41'53"76    | Ihor Lyashchenko                                           | 42'01"90    |
| Corse a ostacoli |                                                                  |             |                                                                                    |             |                                                            |             |
| 110 hs (91,4 cm) | Dale Morgan                                                      | 13"28       | Jack Meredith                                                                      | 13"33       | Gregory MacNeill                                           | 13"51       |
| 400 hs (84 cm) | Norge Sotomayor                                                  | 51"30       | Jeremiah Kipkorir Mutai                                                            | 51"45       | José Reynaldo Bencosme de Leon                             | 51"74       |
| 2.000 siepi | Hillary Kipsang Yego                                             | 5'25"33     | Peter Kibet Lagat                                                                  | 5'26"59     | Desta Alemu                                                | 5'29"66     |
| Salti |                                                                  |             |                                                                                    |             |                                                            |             |
| Salto in alto | Dmitriy Kroyter                                                  | 2,20 m      | Janick Klausen                                                                     | 2,20 m      | Django Lovett Daniil Cyplakov                              | 2,17 m      |
| Salto con l'asta | Jin Min-sub                                                      | 5,15 m      | Carlo Paech                                                                        | 5,10 m      | Daniel Clemens                                             | 5,10 m      |
| Salto in lungo | Supanara Sukhasvasti                                             | 7,65 m      | Stefan Brits                                                                       | 7,57 m      | Yannick Roggatz                                            | 7,53 m      |
| Salto triplo | Ben Williams                                                     | 15,91 m     | Supanara Sukhasvasti                                                               | 15,70 m     | Aleksandr Yurchenko                                        | 15,66 m     |
| Lanci |                                                                  |             |                                                                                    |             |                                                            |             |
| Getto del peso (5 kg) | Ryan Crouser                                                     | 21,56 m     | Krzysztof Brzozowski                                                               | 20,89 m     | Frans Schutte                                              | 20,37 m     |
| Lancio del disco (1,5 kg) | Hamid Manssour                                                   | 64,20 m     | Ryan Crouser                                                                       | 61,64 m     | Traves Smikle                                              | 61,22 m     |
| Lancio del giavellotto (700 g) | Shih-Feng Huang                                                  | 74,00 m     | Killian Durechou                                                                   | 73,54 m     | Braian Toledo                                              | 73,44 m     |
| Lancio del martello (5 kg) | Hongqiu Chen                                                     | 74,93 m     | Sūḩrob Khoçaev                                                                     | 73,29 m     | Tomáš Kružliak                                             | 72,17 m     |
| Prove multiple |                                                                  |             |                                                                                    |             |                                                            |             |
| Octathlon | Kévin Mayer                                                      | 6.478       | Mohd Ahmed Al-Mannai                                                               | 6.232       | Steffen Klink                                              | 6.217       |
| Staffette |                                                                  |             |                                                                                    |             |                                                            |             |
| Staffetta svedese | Stati Uniti Colin Hepburn Keenan Brock Dedric Dukes Joshua Mance | 1'50"33     | Brasile Jonathas da Silva Jean Roberto da Silva Jackson da Silva Leandro de Araújo | 1'52"66     | Giappone Takumi Kuki Ryota Yamagata Ko Kayada Shogo Momiki | 1'52"82     |
| record mondiale; record mondiale stagionale; record africano; record asiatico; record europeo; record nord-centroamericano e caraibico; record sudamericano; record oceaniano; record dei campionati; record nazionale; record personale; record personale stagionale. |                                                                  |             |                                                                                    |             |                                                            |             |

### Donne
| Specialità | Oro                                                               | Prestazione | Argento                                                                  | Prestazione | Bronzo                                                                         | Prestazione |        |
| Corse piane |                                                                   |             |                                                                          |             |                                                                                |             |        |
| 100 m | Jodie Williams                                                    | 11"39       | Allison Peter                                                            | 11"47       | Ashton Purvis                                                                  | 11"48       |        |
| 200 m | Jodie Williams                                                    | 23"08       | Allison Peter                                                            | 23"08       | Ashton Purvis                                                                  | 23"15       |        |
| 400 m | Ebony Eutsey                                                      | 52"88       | Michelle Brown                                                           | 53"44       | Sandra Wagner                                                                  | 53"52       |        |
| 800 m | Cherono Koech                                                     | 2'01"67     | Ciara Mageean                                                            | 2'03"07     | Rowena Cole                                                                    | 2'03"83     |        |
| 1.500 m | Nelly Chebet Ngeiywo                                              | 4'12"76     | Gete Dima                                                                | 4'15"16     | Amela Terzić                                                                   | 4'16"71     |        |
| 3.000 m | Purity Cherotich Rionoripo                                        | 9'03"79     | Jackline Chepngeno                                                       | 9'05"93     | Genet Yalew                                                                    | 9'08"95     |        |
| 5.000 m marcia | Elena Lashmanova                                                  | 22'55"45    | Yanelli Caballero                                                        | 22'59"27    | Svetlana Vasilyeva                                                             | 23'00"15    |        |
| Corse a ostacoli |                                                                   |             |                                                                          |             |                                                                                |             |        |
| 100 hs (76,2 cm) | Isabelle Pedersen                                                 | 13"23       | Kori Carter                                                              | 13"26       | Bridgette Owens                                                                | 13"39       |        |
| 400 hs | Vera Rudakova                                                     | 57"83       | Danielle Dowie                                                           | 58"62       | Déborah Rodríguez                                                              | 59"71       |        |
| 2.000 siepi | Korahubsh Itaa                                                    | 6'11"83     | Lucia Kamene Muangi                                                      | 6'11"90     | Halima Hassen                                                                  | 6'16"83     |        |
| Salti |                                                                   |             |                                                                          |             |                                                                                |             |        |
| Salto in alto | Alessia Trost                                                     | 1,87 m      | Amy Pejkovic Mariya Kuchina                                              | 1,84 m      | -                                                                              | -           |        |
| Salto con l'asta | Angelica Bengtsson                                                | 4,32 m      | Michaela Meijer                                                          | 4,10 m      | Felícia Horváth Tat'jana Stecjuk                                               | 4,00 m      | 4,00 m |
| Salto in lungo | Minjia Lu                                                         | 6,22 m      | Alina Rotaru                                                             | 6,09 m      | Jennifer Clayton                                                               | 6,05 m      |        |
| Salto triplo | Yana Borodina                                                     | 13,63 m     | Lina Deng                                                                | 13,57 m     | Valeriya Kanatova                                                              | 13,45 m     |        |
| Lanci |                                                                   |             |                                                                          |             |                                                                                |             |        |
| Getto del peso | Lena Urbaniak                                                     | 15,28 m     | Margaret Satupai                                                         | 14,96 m     | Yangzi Dong                                                                    | 14,65 m     |        |
| Lancio del disco | Li Shanshan                                                       | 51,65 m     | Alex Collatz                                                             | 50,09 m     | Shanice Craft                                                                  | 49,15 m     |        |
| Lancio del giavellotto | Anastasiya Svechnikova                                            | 53,25 m     | Wu You                                                                   | 52,04 m     | Laura Henkel                                                                   | 51,47 m     |        |
| Lancio del martello | Barbara Špiler                                                    | 59,33 m     | Kivilcim Kaya                                                            | 57,91 m     | Bianca Lazar Fazecas                                                           | 56,41 m     |        |
| Prove multiple |                                                                   |             |                                                                          |             |                                                                                |             |        |
| Eptathlon | Katarina Thompson                                                 | 5.750       | Laura Ikauniece                                                          | 5.647       | Kira Biesenbach                                                                | 5.423       |        |
| Staffette |                                                                   |             |                                                                          |             |                                                                                |             |        |
| Staffetta svedese | Stati Uniti Jordan Clark Ashton Purvis Briana Nelson Ebony Eutsey | 2'04"32     | Ungheria Anasztázia Nguyen Krisztina Komiszár Dorina Vincze Lilla Loránd | 2'09"22     | Romania Ana Maria Rosianu Ana Georgiana Alungoaie Sanda Belgyan Adelina Pastor | 2'09"25     |        |
| record mondiale; record mondiale stagionale; record africano; record asiatico; record europeo; record nord-centroamericano e caraibico; record sudamericano; record oceaniano; record dei campionati; record nazionale; record personale; record personale stagionale. |                                                                   |             |                                                                          |             |                                                                                |             |        |

## Medagliere
| Posizione | Paese                   | Oro | Argento | Bronzo | Totale |
| --------- | ----------------------- | --- | ------- | ------ | ------ |
| 1         | Kenya                   | 6   | 7       | 1      | 14     |
| 2         | Stati Uniti             | 6   | 5       | 5      | 16     |
| 3         | Regno Unito             | 4   | 1       | 1      | 6      |
| 4         | Russia                  | 3   | 2       | 4      | 9      |
| 5         | Cina                    | 3   | 2       | 1      | 6      |
| 6         | Germania                | 2   | 1       | 6      | 9      |
| 7         | Svezia                  | 2   | 1       | 1      | 4      |
| 8         | Grenada                 | 2   | 0       | 0      | 2      |
| 9         | Etiopia                 | 1   | 1       | 4      | 6      |
| 10        | Francia                 | 1   | 1       | 0      | 2      |
| 10        | Thailandia              | 1   | 1       | 0      | 2      |
| 12        | Italia                  | 1   | 0       | 2      | 3      |
| 13        | Uzbekistan              | 1   | 0       | 1      | 2      |
| 14        | Corea del Sud           | 1   | 0       | 0      | 1      |
| 14        | Cuba                    | 1   | 0       | 0      | 1      |
| 14        | Israele                 | 1   | 0       | 0      | 1      |
| 14        | Norvegia                | 1   | 0       | 0      | 1      |
| 14        | Siria                   | 1   | 0       | 0      | 1      |
| 14        | Slovenia                | 1   | 0       | 0      | 1      |
| 14        | Taipei cinese           | 1   | 0       | 0      | 1      |
| 21        | Isole Vergini Americane | 0   | 2       | 0      | 0      |
| 22        | Canada                  | 0   | 1       | 2      | 3      |
| 22        | Romania                 | 0   | 1       | 2      | 3      |
| 24        | Giamaica                | O   | 1       | 1      | 2      |
| 24        | Sudafrica               | 0   | 1       | 1      | 2      |
| 24        | Ungheria                | 0   | 1       | 1      | 2      |
| 27        | Australia               | 0   | 1       | 0      | 1      |
| 27        | Brasile                 | 0   | 1       | 0      | 1      |
| 27        | Danimarca               | 0   | 1       | 0      | 1      |
| 27        | Irlanda                 | 0   | 1       | 0      | 1      |
| 27        | Lettonia                | 0   | 1       | 0      | 1      |
| 27        | Messico                 | 0   | 1       | 0      | 1      |
| 27        | Polonia                 | 0   | 1       | 0      | 1      |
| 27        | Qatar                   | 0   | 1       | 0      | 1      |
| 27        | Samoa                   | 0   | 1       | 0      | 1      |
| 27        | Spagna                  | 0   | 1       | 0      | 1      |
| 27        | Tagikistan              | 0   | 1       | 0      | 1      |
| 27        | Turchia                 | 0   | 1       | 0      | 1      |
| 39        | Argentina               | 0   | 0       | 1      | 1      |
| 39        | Eritrea                 | 0   | 0       | 1      | 1      |
| 39        | Giappone                | 0   | 0       | 1      | 1      |
| 39        | Serbia                  | 0   | 0       | 1      | 1      |
| 39        | Slovacchia              | 0   | 0       | 1      | 1      |
| 39        | Sudan                   | 0   | 0       | 1      | 1      |
| 39        | Ucraina                 | 0   | 0       | 1      | 1      |
| 39        | Uruguay                 | 0   | 0       | 1      | 1      |
| Totale    | Totale                  | 40  | 41      | 41     | 122    |